# Evolution 4.0
Evolution 4.0 è il quarto album in studio del gruppo musicale finlandese Thunderstone.

## Tracce
1. Evolution 4.0 – 0:13
2. Forevermore – 4:20
3. Roots of Anger – 3:43
4. 10.000 Ways – 4:16
5. Holding on to My Pain – 5:34
6. Swirled – 3:47
7. Down With Me – 7:16
8. Face in the Mirror – 3:03
9. Solid Ground – 5:40
10. The Source – 4:48
11. Great Man Down – 5:01
12. Forevermore (Eurovision Edit) (Bonus track edizione limitata) - 3:00

## Formazione
- Pasi Rantanen - voce
- Nino Laurenne - chitarra, backing vocals
- Titus Hjelm - basso, backing vocals
- Kari Tornack - tastiere
- Mirka Rantanen - batteria